# Island Lake (West Coast)
Der Island Lake ist ein Gebirgssee im Buller District der Region West Coast auf der Südinsel von Neuseeland.

## Geographie
Der Island Lake befindet sich nördlich der Peel Range und rund 3,5 km nordöstlich des Roaring Lion River in den Tasman Mountains. Der See liegt auf einer Höhe von 1210 m, eingebettet von bis zu 1730 m hohen Bergen. Mit einer Flächenausdehnung von 35,6 Hektar erstreckt sich der längliche See über eine Länge von rund 1,6 km in einer annähernden Nordnordwest-Südsüdost-Richtung und misst an seiner breitesten Stelle rund 270 m in Westsüdwest-Ostnordost-Richtung. Die Uferlinie umfasst eine Länge von rund 3,55 km. Am südlichen Ende des Sees ist östlich des Abflusses eine kleine rund 0,24 Hektar große Felseninsel zu finden.
Gespeist wird der Island Lake durch verschiedene kleine Gebirgsbäche, Die Entwässerung des Sees findet seinem südsüdwestlichen Ende über einen unbenannten Bach statt, der auf seinem Weg talwärts drei Wasserfälle mit jeweils Fallhöhen von 24 m, 8 m und 30 m überwinden muss. Zusammen mit anderen Gebirgsbächen fließen die Wässer in Richtung Roaring Lion River, der ein Nebenfluss de Karamea River ist.